# Kanada történelme
Kanada történelme sok ezer évvel ezelőtt kezdődött, mikor az indiánok ősei a Bering-szoroson keresztül megérkeztek Észak-Amerikába. Az őslakos népek kialakították saját kultúráikat, kereskedelmi hálózataikat és társadalmi rendszereiket. Európaiak először a 10. században érkeztek Kanadába, de a vikingek megtelepedési próbálkozása sikertelennek bizonyult. A 15. század végétől kezdődően francia és brit telepesek kezdték el gyarmatosítani Észak-Amerika atlanti partvidékét. A hétéves háborúban Franciaország szinte valamennyi északkelet-amerikai területét átengedte Nagy-Britanniának. 1867-ben az észak-amerikai brit gyarmatokat a Kanadai Konföderációban egyesítették, amely domíniumi státuszt kapott. Az 1931-es westminsteri statútum révén Kanada teljes függetlenséget kapott, olyan királysággá alakult, melynek a mindenkori brit uralkodó az államfője.

## Őslakos kultúrák
Az utolsó eljegesedés idején (Észak-Amerikában Wisconsin-, Európában Würm-eljegesedés), 50-17 ezer évvel ezelőtt a szárazföldekre telepedő jégrétegek miatt az óceánok szintje lesüllyedt és a szibériai népcsoportok a mai Bering-szoros helyén húzódó földhídon átkelhettek Alaszkába. Továbbhaladásukat ekkor megakadályozta az észak-amerikai jégpajzs, ám mintegy 16 ezer évvel ezelőtt egy melegebb időszakban a gleccserek elolvadtak és az első emberek a mai Kanada területére léphettek. Ennek időpontja és a vándorlások útvonala vitatott. Az emberi tevékenység legkorábbi nyomai a Haida Gwaii-szigeteken, Old Crow Flats-en és a Bluefish-barlangban kerültek elő.
Egy újabb lehűlést követően az észak-amerikai klíma i.e. 8000 után stabilizálódott. A jégpajzs csak lassan olvadt el és nyomában hatalmas olvadékvíz-tavak maradtak. A lakosok továbbra is vándorló vadász-gyűjtögetők voltak, de idővel így is kialakultak az egyes tájegységekre jellemző kultúrák (paleoarktikus, Plano- és tengeri csoportok).
A Woodland kultúrperiódus kb i. e. 2000-től i. sz. 1000-ig tartott és az ontariói, quebeci és tengeri régiókra terjedt ki. A Woodland-kultúrákat elsősorban az agyagedények használata különbözteti meg a korábbi népcsoportoktól; a legrégebbi kanadai cserépedények Ontario területén kerültek elő.
I. e. 300 és i. sz. 500 között a Mississippi és az Appalache-hegység közötti folyóvölgyekben a Hopewell-kultúrák virágoztak, melyek kereskedelmi hálózata kiterjedt az Ontario-tó északi partjaira is. A Hopewell csoporthoz Kanadában a Point-félszigeti, Saugeen- és Laurel-kultúrák tartoztak.

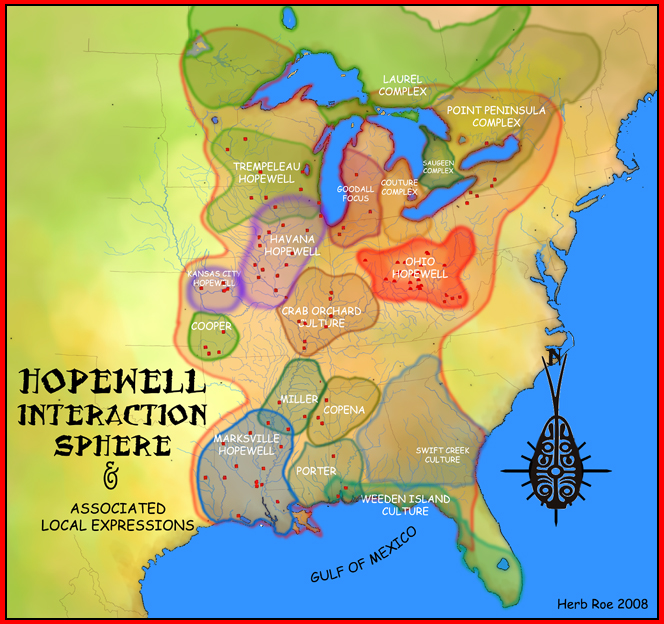
Észak-amerikai Hopewell-kultúrák

A leendő Kanada keleti erdőségeit algonkin és irokéz törzsek lakták. Az algonkin nyelv feltehetően a mai Idaho nyugati síkságairól származik, beszélői onnan indultak kelet felé, míg el nem érték a Hudson-öblöt és Új-Skóciát, délen pedig Virginiát. Kanadában a kelet-algonkin nyelveket beszélő mikmak és abenaki indiánok éltek és feltehetően szintén ehhez a csoporthoz tartozott a kihalt új-fundlandi beothuk is. Az ozsibvék hagyományai szerint a tenger mellől vándoroltak a későbbi Nagy-tavak környéki földjükre, 796-ban az otavákkal és a potavatomikkal megalapították a Három Tűz Tanácsát.
A mai New York állam északi része i. sz. 1000 körül már az irokézek földjének számított, de befolyásuk kiterjedt a mai Ontario tartomány déli részére és Montreal környékére. Hagyományuk szerint 1142-ben alapították meg az Irokéz Konföderációt. A Kanadába is átnyúló észak-amerikai Nagy Síkságon a szintén egy közép-algonkin nyelvet beszélő törzs, a krík voltak az urak, akik elsősorban bölényvadászatból éltek. Északnyugaton a na-dené nyelveket beszélő törzsek éltek, többek között az atapaszkák és a dél-alaszkai szigeteken és Brit Columbia északi részén lakó tlingitek. A na-dené nyelvcsalád feltehetően rokonságban áll a szibériai jenyiszeji nyelvcsaláddal, vagyis észak-amerikai jelenléte egy különálló migrációs hullám következménye lehet.
Brit-Kolumbia belső területeinek lakói a szalis családba tartozó nyelveket (szusvap, okanagan) beszélték, illetve az olyan dél-atapaszka nyelveket, mint a dakelh vagy csilkotin. Brit-Kolumbia partvidékén az öblökben és völgyekben sajátos kultúra alakult ki, amelynek jellemzői a vörös cédrusból épített házak, bálnavadászat és a művészien faragott totemoszlopok voltak.
Kanada északi, sarkvidéki szigetvilágában kezdetben a pre-inuit dorseti kultúra terjedt el, melynek legkorábbi nyomait i. e. 500 körülre datálják. Őket i. sz. 1500 körül az inuitok váltották fel. A régészeti leleteket az inuit szóbeli hagyomány is megerősíti, mely szerint elűzték az "első lakosokat", a tuniitokat.

## Az első európaiak

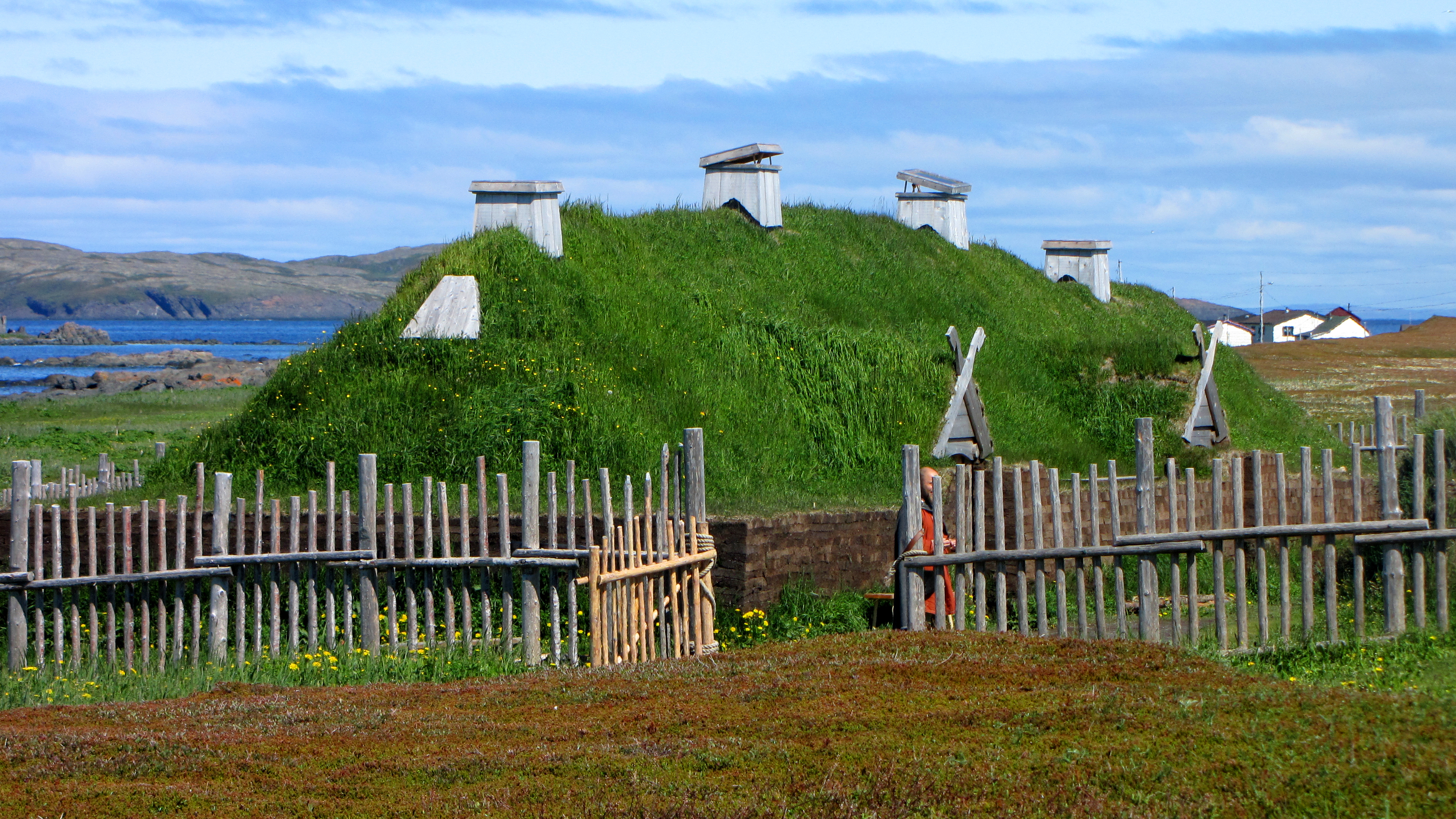
Viking telep L’Anse aux Meadows-nál

Európai felfedezők az izlandi viking sagák tanúsága szerint a 10. század végén érkeztek először Kanada partjaihoz. A sagák leírják, hogy az első aki meglátta az új kontinenst, Bjarni Herjólfsson volt, aki 985-ben (vagy 986-ban) Izlandról Grönlandra tartott, de egy vihar délre sodorta. Ő nem kötött ki, de Leif Eriksson 1001 körül expedíciót indított az ismeretlen föld felderítésére és három helyen is kikötött, Hellulandon (feltehetően a Baffin-sziget) Marklandon (talán Labrador) és Vinlandon (talán Új-Fundland). A vikingek megpróbáltak letelepedni az új földön, de harcokba keveredtek az őslakosokkal és kénytelenek voltak visszatérni grönlandi kolóniájukba. Településük maradványait megtalálták az új-fundlandi L’Anse aux Meadows-nál, a szénizotópos kormeghatározás szerint a faházakat 990-1050 körül építették.
A következő európai felfedezők csak ötszáz évvel később, 1497-ben érkeztek, amikor az olasz származású, az angol korona szolgálatában álló John Cabot újra felfedezte Új-Fundlandot. A tordesillasi szerződés alapján Portugália magáénak követelte a Cabot által felderített szigetet és 1499-ben ideküldték João Fernandes Lavradort, aki felfedezte a róla elnevezett Labrador-félszigetet. 1501-1502-ben a Corte-Real fivérek feltérképezték Új-Fundland és Labrador partvidékét és a földet a portugál korona birtokának nyilvánították. 1506-ban I. Manuel király már adót vetett ki az Új-Fundlandnál kifogott tőkehalakra. João Álvares Fagundes és Pêro de Barcelos 1521 körül több halásztelepet is alapított a kanadai partok mentén, de ezeket később elhagyták a jövedelmezőbb dél-amerikai gyarmatok kedvééért.

## Angol és francia gyarmatosítás

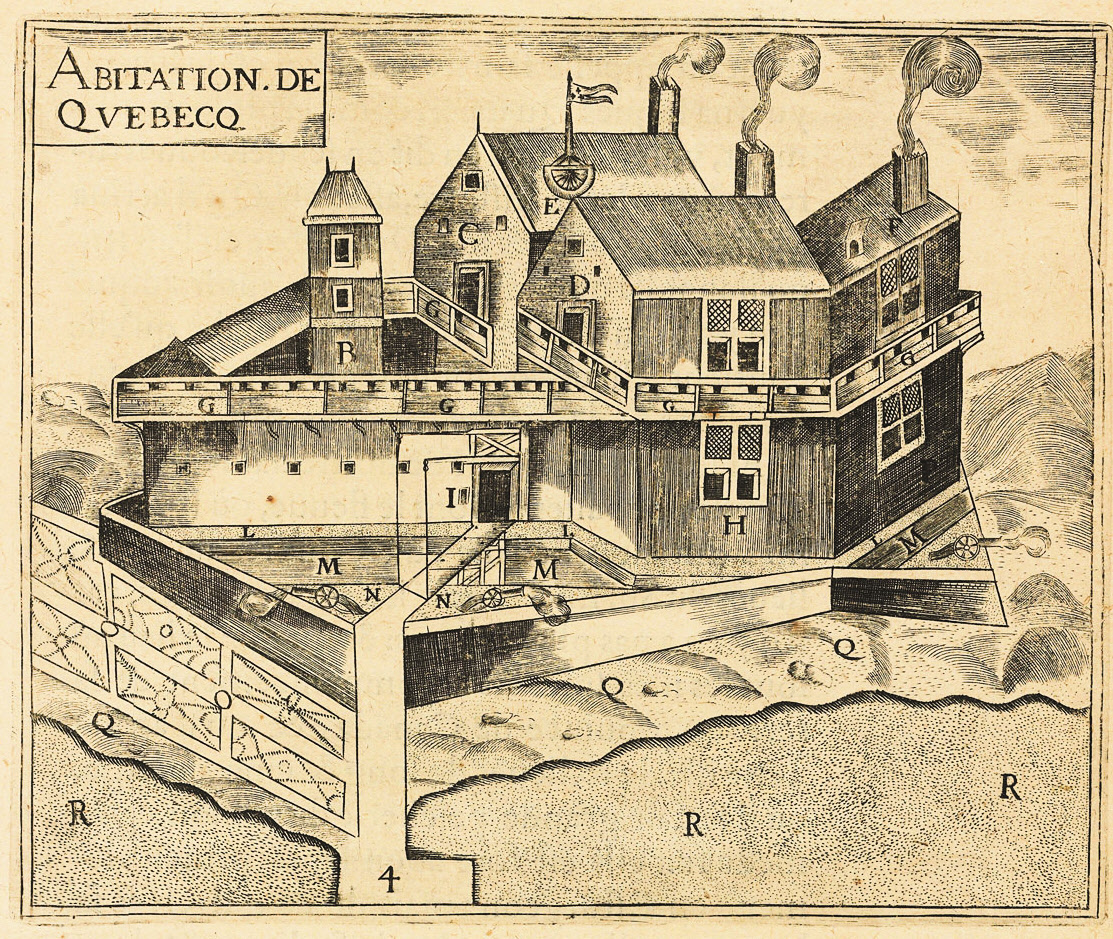
Quebec 1608-ban

I. Ferenc francia király 1524-ben megbízta Giovanni da Verrazzanot, hogy Florida és Új-Fundland között próbáljon átjárót keresni a Csendes-óceánra. 1534-ben Jacques Cartier Gaspésie félszigetén felállított egy keresztet és a földet francia tulajdonnak nyilvánította. A franciák több kolóniát is alapítottak a 16. században (Cartier Charlesbourg-Royalt 1541-ben, de La Roche-Mesgouez márki Sable Island-en 1598-ban vagy François Gravé Du Pont Tadoussac-ot 1600-ban), de ezek a próbálkozások elhaltak. Bár állandó településeket nem sikerült alapítani, a francia hajók rendszeresen halásztak Kanada atlanti partvidékén és a Szent Lőrinc-folyónál és az indiánokkal is kereskedtek.
1604-ben Pierre Dugua Sieur de Monts királyi monopóliumot szerzett az észak-amerikai prémkereskedelemre. Dugua egy kereskedőtelepet hozott létre a Saint Croix-folyó torkolatában fekvő szigeten. Egyik beosztottja, Samuel de Champlain feltérképezte a mai Egyesült Államok északkeleti partvidékét, majd 1605-ben átköltöztette a telepet Port Royal-ba (ma Annapolis Royal, Nova Scotia).
Champlain 1608-ban megalapította Quebecet, amely az első állandó francia településsé, és Új-Franciaország fővárosává nőtte ki magát. Quebecet bázisként használva Champlain több expedíciót indított a belső területek felderítésére. 1609-ben ő fedezte fel a Champlain-tavat. 1615-ben kenuval felhajózott az Ottawa-folyón a huronok területének központjába, akikkel szövetséget kötött és segítette őket az irokéz közösséggel szembeni harcukban. Ennek eredményeképpen az irokézek ellenségessé váltak a franciákkal szemben és akadályozták a prémkereskedelmet (ezek az ún. „hódháborúk”), egészen az 1701-es montreali békekötésig.
Az angol Humphrey Gilbert 1583-ban brit birtokká nyilvánította az új-fundlandi, akkor még állandó lakosokkal nem rendelkező Saint John's-t. I. Jakab idejében még alapítottak néhány kisebb kolóniát a szigeten (Cupids, Ferryland), de a délebbi, virginiai gyarmatok jóval sikeresebbnek bizonyultak. 1622-ben skót telepesek érkeztek Nova Scotia-ba, de kezdeti próbálkozásaik nem jártak sikerrel míg 1629-ben a harmincéves háborún belüli ellenségeskedéseknek vége lett Anglia és Franciaország között. Telepeiket azonban fel kellett számolniuk, miután a Saint-Germain-en-Laye-i békében az angolok lemondtak Nova Scotia-ról a franciák javára. Az ezután következő francia betelepülési hullám eredménye volt Kanada második állandó városának, Trois-Rivières-nek megalapítása 1634-ben.
Erre a korszakra jellemző, hogy a délebbi angol gyarmatokon nagyobb volt ugyan a népsűrűség, de a mezőgazdasággal foglalkozó gyarmatosok elsősorban a tengerpart környékére koncentrálódtak. A franciák ezzel szemben jóval mobilabbak voltak, hatalmas területeket vontak ellenőrzésük alá, ahol elsősorban prémkereskedelemből származott a jövedelmük, hittérítők látogatták az indiánokat és a fontos útvonalak védelmére a szárazföld belsejében is épültek erődök.
Champlain 1635-ös halála után megerősödtek a katolikus egyház és a jezsuiták erőfeszítései az indiánok megtérítésére és egy olyan intézményrendszer kialakítására, ahol az őslakosok és európaiak békében élhetnek egymással. 1642-ben a szulpiciánusok rendje pénzzel támogatta Paul Chomedey de Maisonneuve-t és telepeseit, akik megalapították a mai Montreal elődjét, Ville-Marie-t. 1663-ban a francia korona az Új-Franciaország Társaság révén közvetlen irányítása alá vonta az északkelet-amerikai gyarmatokat. A bevándorlás viszonylag alacsony maradt, de ezt részben kompenzálta a nagyobb termékenység; a statisztikák szerint a kolóniákon élő francia nőknek 30%-kal több gyermeke született, mint az anyaországbelieknek. Az 1666-os népszámlálás során 3215 franciát számoltak össze Acadiában, melynek azonban kétharmada férfi volt.

## Gyarmati háborúk

Észak-amerikai gyarmatok 1702-ben

Az 1700-as évek elejére Új-Franciaország európai származású lakossága a Szent Lőrinc-folyó partjain és Nova Scotiában elérte a 16 ezret. A következő évtizedekben azonban a bevándorlás nagyon lelassult, így az 1750-es évekre az északkelet-amerikai angol telepesek létszáma már tízszeresen meghaladta a franciákét. 1670-től a Hudson-öböl Társaság révén az angolok északon, Rupert's Land-en is megtelepedtek és Új-Fundlandon is fenntartották halásztelepeiket. A francia prémkereskedők ellenségesen fogadták a konkurens Társaság megjelenését és Pierre Troyes 1686-ban Montrealból kiindulva expedíciót vezetett a Hudson-öbölhöz és több brit állomást megszállt. Miután La Salle felfedezte a Mississippi völgyét, azt is francia birtoknak nyilvánította és a franciák itt is létrehozták elszórt kereskedőállomásaikat és erődjeiket.
1689 és 1763 között négy francia-indián háború, Új-Franciaország és a brit Tizenhárom gyarmat között pedig két háború zajlott. 1689-1697-ben Vilmos király háborúja idején több csatára is sor került az ellenséges országok gyarmati erői között. A ryswicki szerződés után rövid ideig béke honolt, de már 1702-ben kitört Anna királynő háborúja (1702-1713) melyben az angolok elcsatolták Nova Scotiát. A további expanziót megakadályozandó, a franciák felépítették Cape Breton Island-en Louisbourg erődjét, mely a Szent Lőrinc-folyó bejáratát volt hivatott védeni. Az erődöt az 1744-48-as György király háborújában a William Pepperrell vezette angol gyarmati erők három hónapos ostrom után bevették, bár a békekötés után visszakerült francia kézre.
A hétéves háborúban (amelyet Észak-Amerikában a britek francia és indián háborúnak hívtak) az angolok kiűzték területükről az összes acadiai franciát. A 12 ezer telepes Franciaországban, Quebecben, Louisianában vagy a Saint Domingue-on (a mai Haiti) talált új hazát. Néhányan elrejtőztek a kitelepítő hatóságok elől, voltak akik visszatértek, de Nova Scotia hamarosan angol többségűvé vált. A háború során Nagy-Britannia elfoglalta Quebecet és Montrealt és a párizsi béke során Franciaország gyakorlatilag minden északkelet-amerikai birtokát átengedte Angliának (úf-fundlandi halászati jogai megmaradtak és két szigetet is megtarthatott, ahol a halat megszáríthatták). Cserébe a franciák megkapták a cukortermelő Guadeloupe-ot, amit jövedelmezőbbnek ítéltek egész Kanadánál.

## Brit-Kanada (1763–1867)
A brit fennhatóság alá került francia kanadaiak gyakorolhatták katolikus vallásukat és Quebecben a francia jogrendszeren alapuló saját törvényeik lehettek. III. György király 1763-ban kiadott proklamációja egyesítette az újonnan szerzett és régi észak-amerikai gyarmatokat, szabályozta az indiánokkal való viszonyt és megtiltotta az Appalache-hegységen túli letelepedést.

### Az amerikai függetlenségi háború
Acadia és Nova Scotia angol lakosságának egy része rokonszenvezett az amerikai forradalommal, néhány százan csatlakoztak is Washington seregeihez, de a területek lojálisak maradtak a koronához. A felkelők 1775-ben katonai expedíciót indítottak északra és megpróbálták elfoglalni Quebecet, de a Guy Carleton vezette brit csapatok és a segédmilíciák megállították őket. 1781-ben Yorktown eleste után nyilvánvalóvá vált, hogy a királyi csapatok képtelenek legyűrni a forradalmat és a Tizenhárom gyarmat lojalistáinak egy része Kanadába menekült. A britek 1783-ban kiürítették New Yorkot és a koronahű lakosokat Nova Scotiába és Quebec tartomány délnyugati részébe szállították. A Saint John-folyóhoz annyian érkeztek, hogy számukra új kolóniát (Új-Brunswickot) szerveztek. 1791-ben Quebec tartományt a Szent Lőrinc-folyó mentén kettéosztották a francia nyelvű Alsó-Kanadára (Francia Kanadára) és az angolul beszélő lojalista Felső-Kanadára. Utóbbi főváros akkor York volt, manapság Toronto.
Az 1783-as párizsi béke véget vetett a háborúnak. Nagy-Britannia jelentős területeket engedett át az Egyesült Államoknak az északi gyarmatok terhére. A korábban Quebechez tartozó Nagy-tavak déli partvidéke, a mai Michigan, Illinois és Ohio államok is gazdát cseréltek. Az USA halászati jogokat kapott a Szent Lőrinc-öbölben, Új-Fundland partjainál és a Grand Banks-nél. A britek nem mindenben tartották be a békeszerződést, fenntartották támaszpontjaikat az elcsatolt területeken és fegyverekkel látták el a velük szövetséges indián törzseket. Az 1795-ös Jay-szerződés után kiürítették az erődöket, de az indiánok munícióval való ellátása továbbra is folyamatos súrlódásokkal járt.

### Az 1812-es háború

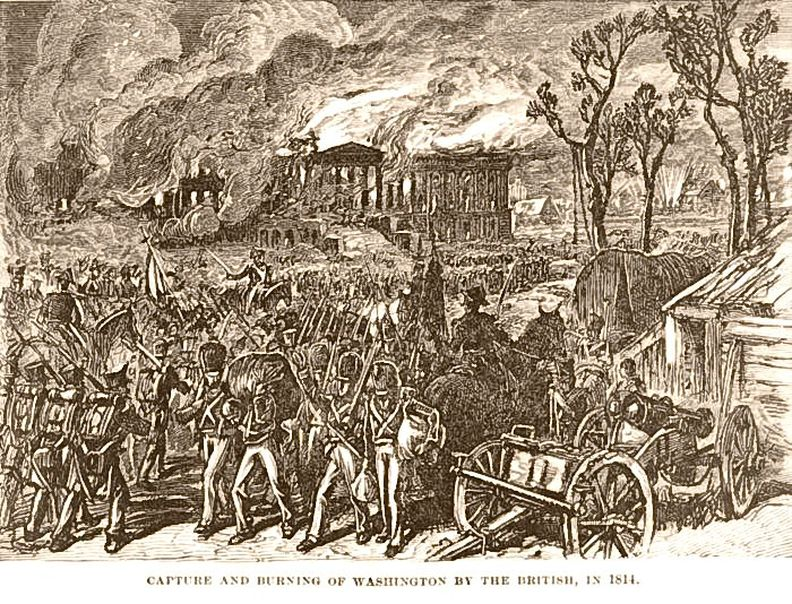
Washington felégetése

1812-ben kitört a háború az Egyesült Államok és Nagy-Britannia között, melyben a földrajzi szomszédság miatt nagy szerep jutott az észak-amerikai angol gyarmatoknak. Mivel a britek a tengeren nagy fölényben voltak, az amerikaiak szárazföldi hadmozdulatokra, Ontario megszállására készültek, sőt tervbe vették egész Kanada annektálását. A háborút mindkét oldalon leginkább a tervezett és aztán kudarcba fulladó inváziók sorozata jellemezte. Az amerikaiak 1813-ban elfoglalták az Erie-tó partvidékét, kiűzték az angolokat Ontario nyugati részéből és megölték a velük szövetséges sóni főnököt, Tecumsehet. A brit erőknek viszont 1814-ben sikerült rövid időre elfoglalniuk és felgyújtaniuk az amerikai fővárost, Washingtont. A háborúnak az 1814-es genti béke és az 1817-es Rush–Bagot-szerződés vetett véget. A konfliktus eredményeképpen erősen visszaesett a korábban jelentős amerikai betelepülés Kanadába és a kanadai hivatalos szervek ellenségessé váltak az addig megtűrt republikánus eszmékkel szemben. Az északi közvélemény is gyanakvóvá és bizalmatlanná vált az Egyesült Államok politikájával szemben.

### Felkelések és a Durham-jelentés

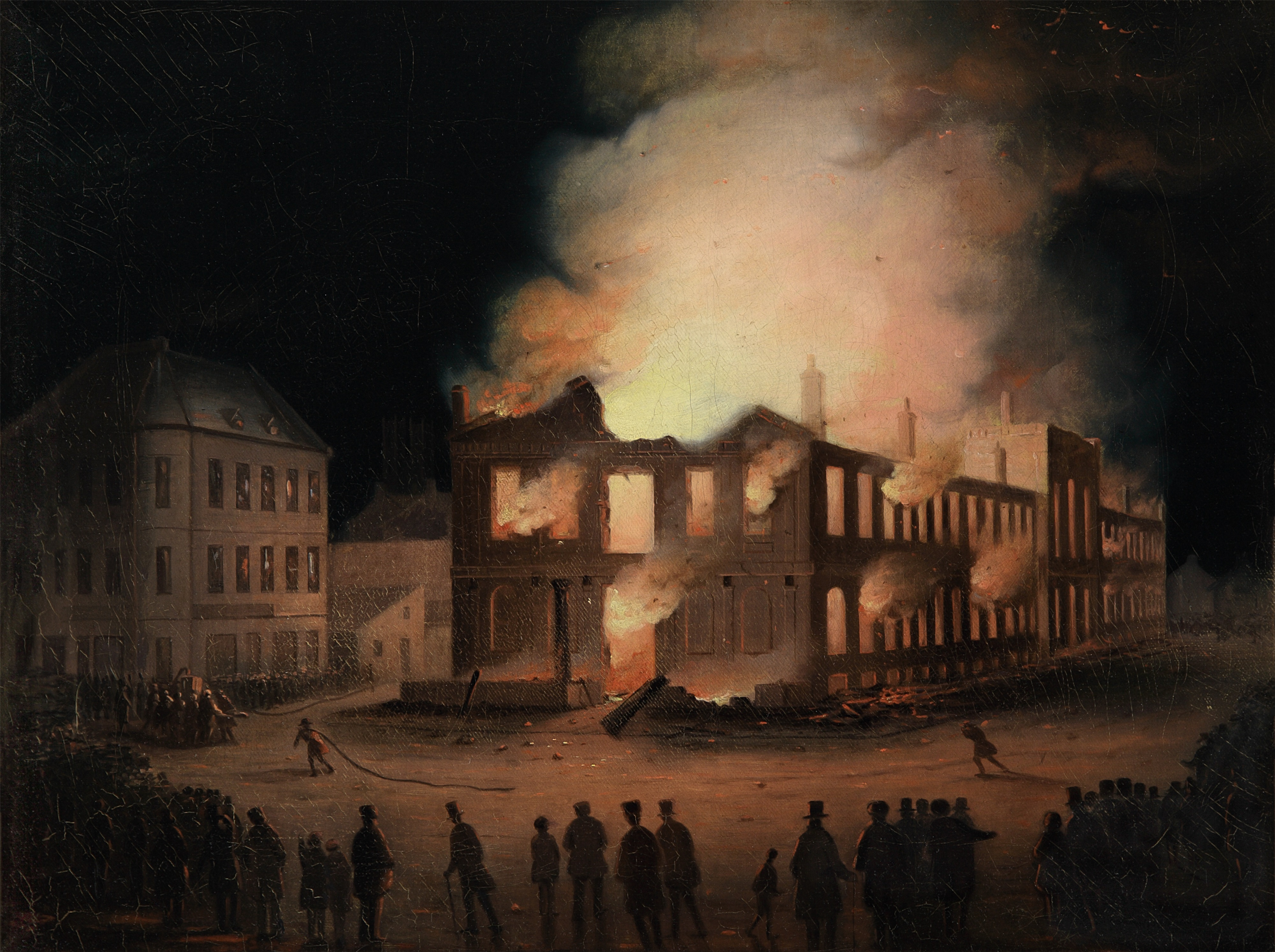
Az égő montreali parlament 1849-ben

1837-ben több lázadás is kitört a brit gyarmati kormányzat ellen. Felső-Kanadában William Lyon Mackenzie vezetésével ragadtak fegyvert a kormánnyal elégedetlen farmerek és politikai reformisták, de szervezetlen támadásaikat viszonylag hamar legyűrték. Ezt követően Alsó-Kanadában egy jelentékenyebb felkelés tört ki, melyben francia és angol nyelvű lakosok egyaránt részt vettek. Chambly és Sorel városát el is foglalták, Quebecet pedig körbevették. A montreali Robert Nelson kikiáltotta a független Alsó-Kanadát is, de a felkelést a hatóságok végül leverték és több száz résztvevőt bebörtönöztek.
Az angol kormány Lord Durhamet küldte a helyzet kivizsgálására, aki öt hónapos kutatás után benyújtotta a jelentését, melyben felelős helyi kormányzatot és Alsó- és Felső-Kanada egyesítését javasolta. 1840-ben egyesítették a korábban formálisan különálló gyarmatokat, amit a franciák szándékos asszimilációs kísérletként értékeltek. A felelős kormányzatot 1848-ban állították fel, bár az 1837-es felkelés jóvátételi törvényének meghozatala után a tüntető tömeg felgyújtotta a montreali parlament épületét.
A napóleoni háborúk és 1850 között mintegy 800 ezer bevándorló érkezett az észak-amerikai angol gyarmatokra, többségükben a Brit-szigetekről. Nova Scotiába sok gaelül beszélő felföldi skót vándorolt, míg Felső-Kanada angol és skót telepeseket fogadott. Az 1840-es évek írországi éhínségei jelentősen megnövelték a Kanadába kivándorló írek számát, csak Toronto környékére 35 ezren érkeztek 1847-1848-ban.

### Csendes-óceáni partvidék
Kanada nyugati partvidékét először a spanyol Juan José Pérez Hernández derítette fel 1774-75-ben. A spanyol gyarmati hatóságok erődítményt emeltek Vancouver szigetén, de ekkor már az angol James Cook is feltérképezte az északnyugati szigetvilágot. A brit és amerikai prémkereskedők hamarosan elkezdték felvásárolni a helyi indiánoktól a tengeri vidrák prémjeit, hogy Kínába szállítva busás haszonnal adjanak túl rajta. Az 1789-ben Vancouvernél kitört angol-spanyol Nootka-válságot sikerült békésen rendezni és a britek megtartották kereskedelmi helyzetüket. 1793-ban Alexander Mackenzie, az Északnyugati Társaság megbízásából átkelt Észak-Amerikán (elsőként Mexikótól északra) és csak néhány héttel kerülte el a találkozást George Vancouver térképező expedíciójával. 1821-ben az Északnyugati és a Hudson-öböl Társaság egyesült és prémkereskedői monopóliuma kiterjedt Kanada teljes északnyugati régiójára.
1849-ben alapították Vancouver-szigeti angol gyarmatot, Fort Victoria központtal. Négy évvel később megalakult a Queen Charlotte-szigeteki telep, 1858-ban a British Columbia-i, 1861-ben pedig a Stikine Territóriumi kolónia. Az utóbbiakat már szándékosan azért hozták létre, hogy megakadályozzák az amerikai aranyásók általi elözönlést és az Egyesült Államokhoz való csatolást. Ezeket aztán (Vancouver kivételével) egy British Columbia elnevezésű régióban egyesítették 1863-ban.

### Konföderáció
Az 1864-es quebeci és charlottetowni konferenciák megteremtették az alapját az eljövendő nagy politikai átalakításnak, mellyel Nagy-Britannia valamennyi észak-amerikai területét egyetlen föderációba akarta összevonni. 1867. július 1-én megalakult a Kanadai Domínium, egy különálló, önkormányzattal rendelkező királyság a Brit Birodalom keretein belül. Az átalakulásnak több oka is volt. London szerette volna ha a rohamosan erősödő Egyesült Államok mellett Kanada képes megvédeni magát; a tengeri tartományok vasutakat akartak a szárazföld belsejébe; kialakulóban volt és brit-kanadai nacionalizmus is, amely tartott az USA északi expanziójától; és a franciák is támogatták a föderációs berendezkedést, mert így részleges önkormányzatra tehettek szert Quebecben. A felelős kormányzat jogosultságait jelentősen kiszélesítették és elkezdődött Felső- és Alsó-Kanada korábban több ponton eltérő törvényeinek felváltása a szövetségi törvényhozással. Megalakult a liberális, decentralizált kormányzatot kívánó Parti rouge (vagy Parti démocratique) és a konzervatív, központosításra törekvő Parti bleu.

## A viktoriánus Kanada

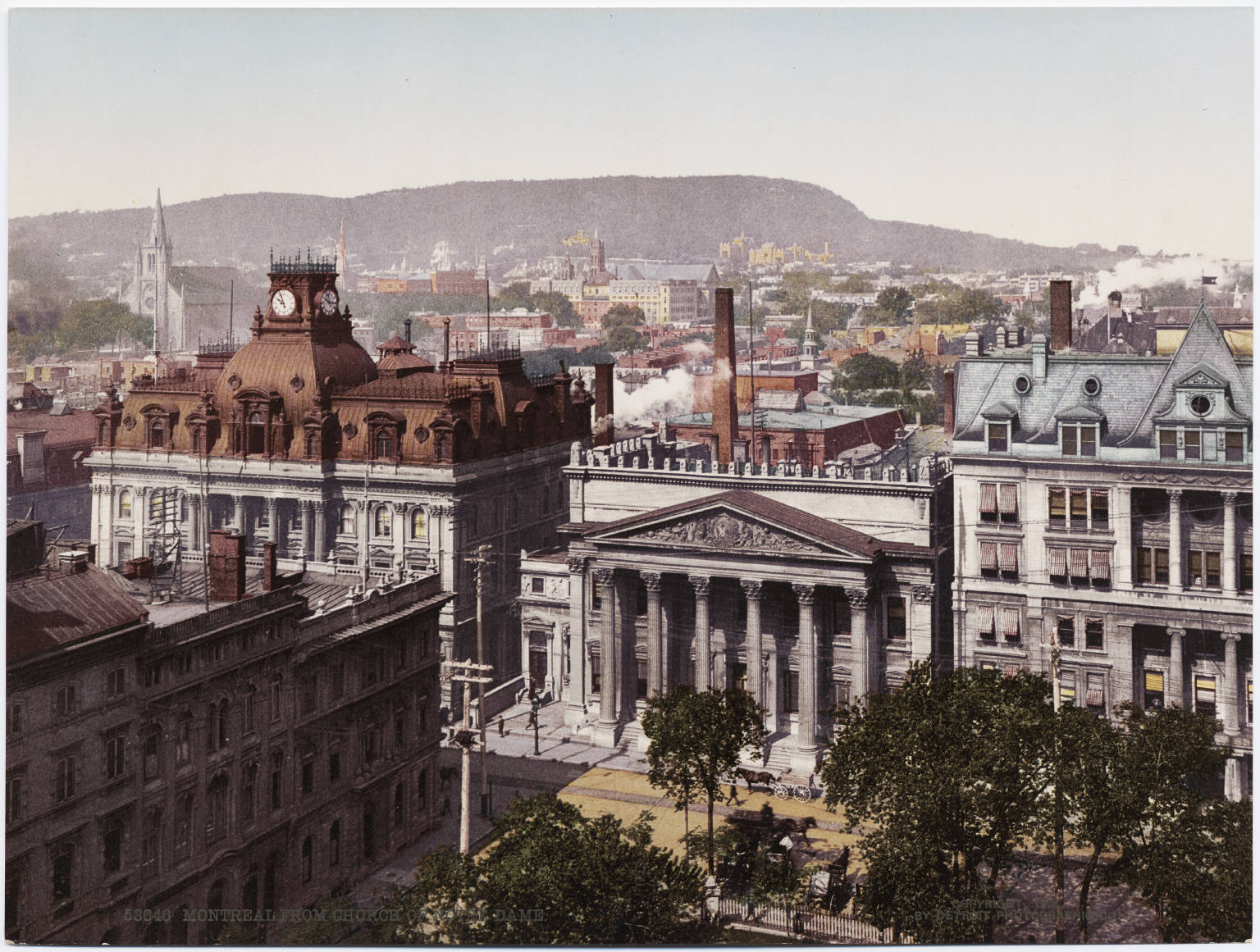
Montreal 1910-ben

1866-ban Vancouver is csatlakozott British Columbiához, amely 1871-ben lett a Kanadai Konföderáció része. 1873-ban a kelet-kanadai Prince Edward-sziget, amely 1867-ben nem óhajtott csatlakozni a szövetséghez, mégis kérte felvételét. Ugyanebben az évben alapította meg Kanada első miniszterelnöke, John A. Macdonald az Északnyugati Lovasrendőrséget (ma Királyi Kanadai Lovasrendőrség) a ritkán lakott északnyugati területek rendfenntartására. A Lovasrendőrség első nagyobb akciója a manitobai európai-indián eredetű métiszek felkelésének leverése volt. A métiszek először 1869-ben lázadtak fel a Red River-felkelés során, majd 1885-ben Louis Riel vezetésével újból kitört a felkelésük.
1905-ben megszervezték Saskatchewan és Alberta territóriumokat, melyek gyors növekedésnek indultak, hála a gabonatermesztés fellendülésének és a közép- és kelet-európai bevándorlók beáramlásának.
Az 1890-es években aranyat találtak a Yukon-folyónál és kitört az alaszkai aranyláz, mely egyben felszínre hozta a határok pontatlan meghúzásának problémáját is. A határvitában a békéltető brit delegátus az amerikaiaknak adott igazat, ami miatt a kanadaiak úgy érezték, hogy Nagy-Britannia elárulta őket a jó amerikai diplomáciai viszonyért cserébe. Wilfrid Laurier, a hetedik miniszterelnök (1896-1911 között) aláírt egy egyezményt az Egyesült Államokkal, amely kétoldalúan csökkentette volna a vámokat, de az őt felváltó konzervatív Robert Borden ezt visszavonta, attól félvén, hogy Kanada így az USA gazdaságába integrálódik és meggyengülnek kapcsolatai Nagy-Britanniával.

## Az első világháború

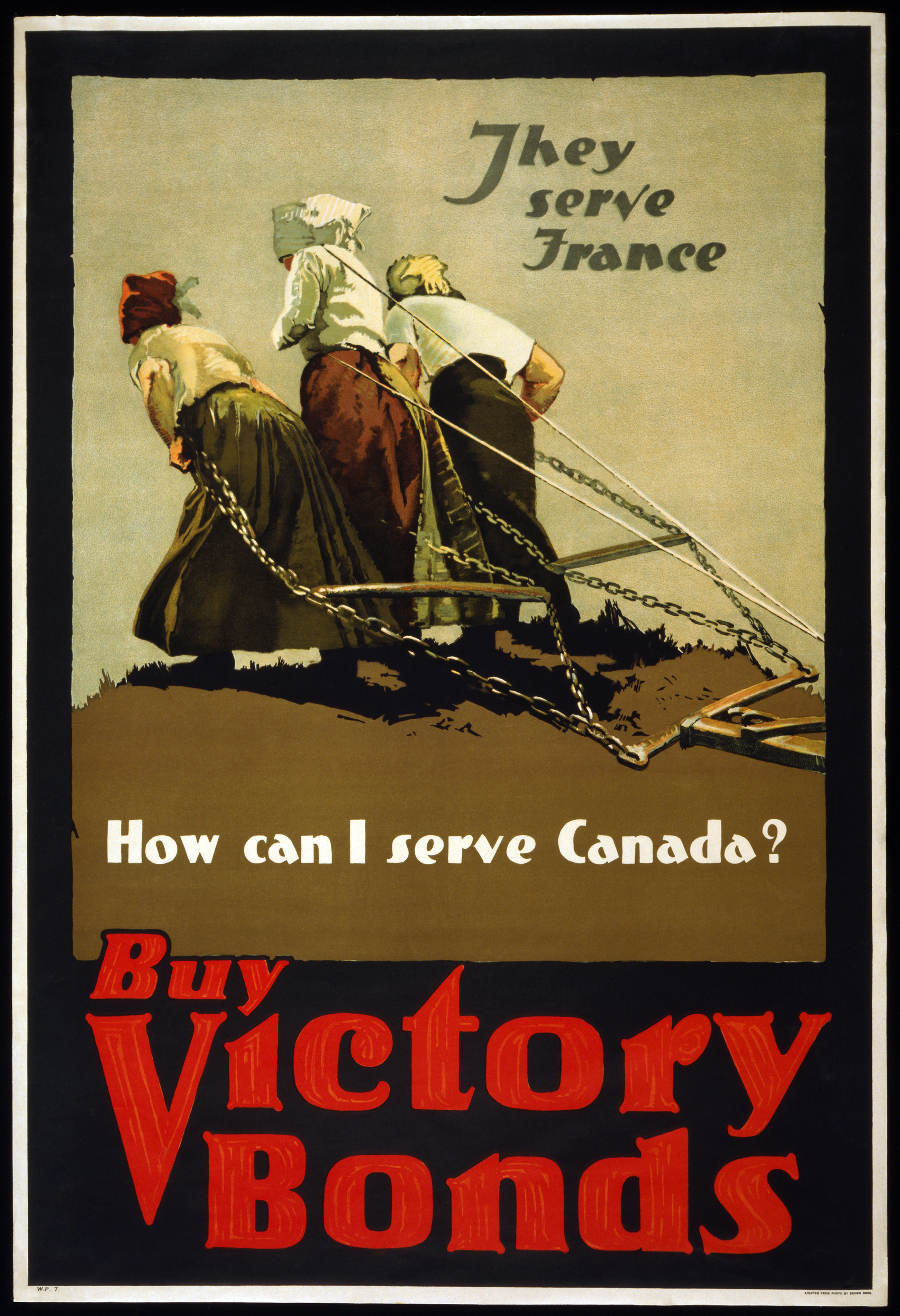
"Hogyan segíthetem Kanadát?" Plakát 1918-ból

Kanada aktívan részt vett a világháborúban és katonai sikerei megerősítették az ország lakóinak identitását. Kanadai csapatok elsősorban a somme-i, arrasi, harmadik ypres-i csatában játszottak fontos szerepet, valamint a háború utolsó száznapos offenzívájában, amit szívesen emlegettek "Kanada száz napjaként" is. Az antant ászpilótái között is nevet szerzett magának "a legjobban kidekorált" William George Barker vagy az angolszász pilóták közül a legtöbb légi győzelmet szerző Billy Bishop. A harcmezőn mintegy 67 ezer kanadai vesztette életét és 173 ezren sebesültek meg.
A jelentős emberveszteségek miatt 1917-ben a kormány át akart térni az önkéntes hadseregről a sorozásra, ami - elsősorban a francia nyelvű lakosok körében - általános felháborodást és politikai válságot okozott. A válság során az ellenséges országokból bevándorolt (főleg német és ukrán) polgárokat állami felügyelet alá helyezték. A liberális párt is kettészakadt; angol nyelvű vezetői a konzervatív miniszterelnököt, Robert Bordent támogatták, míg a tagság egy része a sorozás ellen volt. A pártnak csak a háború után sikerült kilábalnia a válságból, amikor 1921 és 1949 között három alkalommal is megnyerték a választásokat.

## Női választójog
Egyes tartományokban a nőknek a 19. században is volt korlátozott választójoguk, például nyugaton a birtokkal rendelkező nők már 1850-ben is szavazhattak az iskolaszéki tagokra. 1900-ra más tartományokban is elterjedt a vagyonos nők politikai jogainak kiterjesztése, 1916-ban pedig Manitoba teljes választójogot adott valamennyi polgárának, nemtől függetlenül. A világháború felgyorsította ezt a folyamatot, az 1917-es választási törvény választójogot adott azoknak a nőknek akik a hadseregben szolgáltak, nővérként ellátták a sebesülteket, férjük vagy fiuk harcolt a fronton vagy háborús özvegyek voltak. Az unionista Robert Borden az 1917-es választási kampányban teljes politikai egyenjogúságot ígért és győzelme után 1918-ban ennek megfelelően változtatta meg a választási törvényt. A törvény azonban nem vonatkozott a quebeci tartományi és önkormányzati választásokra, itt a nők csak 1940-ben kaptak teljes választójogot. Az első nő akit parlamenti képviselővé választottak, az ontariói Agnes Macphail volt 1921-ben.

## Két háború között
Háborús erőfeszítései és sikerei révén Kanada önbizalma megnőtt és az 1919-es párizsi békekonferencián külön helyet követelt magának. Ezt kezdetben Nagy-Britannia mellett az Egyesült Államok is ellenezte; utóbbi azért mert véleménye szerint így a britek két szavazatot kapnak. Lloyd George végül elfogadta a kanadai miniszterelnök érvelését és az USA-t is meggyőzte a brit domíniumok külön delegációinak engedélyezéséről. Kanada egyébként a konferencián nem tartott igényt sem gyarmati területre, sem jóvátételre.
1923-ban a brit miniszterelnök, Lloyd George többször is Kanada támogatását kérte a brit-török çanakkale-i válság során, amit Ottawa elutasított. 1931-ben az angol parlament kiadta a westminsteri statútumot, ami a gyakorlatban teljes törvényhozási önállóságot adott a birodalom domíniumainak. Kanada számára ez egyfajta függetlenségi nyilatkozattal ért fel.
A belpolitikában az 1921-ben megválasztott liberális William Lyon Mackenzie King igyekezett gazdaságilag konzervatív módszereket alkalmazni, csökkentették a háború során megemelt adókat és enyhíteni a bevándorlók etnikai csoportjai közötti feszültségeket, amely szintén a világháború öröksége volt.
Az 1925-ös választások után a liberálisok kisebbségben, a Progresszív Párt külső támogatásával kormányoztak tovább. Korrupciós botrányok miatt a progresszívak kihátráltak az egyezségből, mire Mackenzie King kérte a királyt képviselő Lord Byng főkormányzót a parlament feloszlatására és új választások kiírására. Byng ezt megtagadta és a választásokon legtöbb szavazatot elért konzervatívakat kérte fel kormányalakításra. A főkormányzó döntése alkotmányos válsághoz és a brit-kanadai kapcsolatok újragondolásához vezetett.
Kanadát súlyosan érintette az 1929-ben kezdődő nagy gazdasági válság. 1929-33 között gazdasági termelése 40%-kal visszaesett (az USA GDP-je is 37%-kal csökkent), exportja feleződött. A munkanélküliség a válság 1933-aas tetőpontján elérte a 27%-ot. Számos cég tönkrement, a magánszektor 1929-es 396 millió dollárt kitevő profitja 1933-ra 98 milliós veszteséggé változott. Az építőipar teljesítménye 82%-kal esett vissza, a nagykereskedelmi árak csak a válság előtti 70%-át érték el.
A liberális kormány még 1930-ban is csak ideiglenes kilengésnek vélte a válságot és megtagadta a tartományoknak nyújtott szociális támogatás növelését: ennek hatására a 30-as választásokon a konzervatívok diadalmaskodtak. A miniszterelnök, Richard Bedford Bennett magas védővámokat és állami beruházásokat ígért, de a gazdaság és a költségvetés helyzete tovább romlott és kénytelen volt visszafogni a szövetségi kiadásokat. Bennett megpróbált Roosevelt New Deal politikájához hasonló rendszert átvinni a parlamenten, de nem kapta meg ehhez a megfelelő támogatást. A tartósan rossz gazdasági helyzet miatt az 1935-ös választások után a liberálisok alakíthattak kormányt. Az új kormány szakított az addigi protekcionista gazdaságpolitikával, vámcsökkentési egyezményt írt alá az Egyesült Államokkal és a két ország közötti kereskedelem, amely a válság idején szinte teljesen befagyott, hamarosan szárnyalni kezdett.
1936-ban átszervezték a korábbi állami rádióadókat és létrejött a korona birtokában lévő Canadian Broadcasting Corporation. Egy évvel később megalakult a Trans-Canada Airlines (az Air Canada elődje), 1939-ben pedig a Kanadai Nemzeti Filmbizottság (National Film Board of Canada). 1938-ban állami (korona) tulajdonba került az addig magánkézben lévő Bank of Canada.

## A második világháború

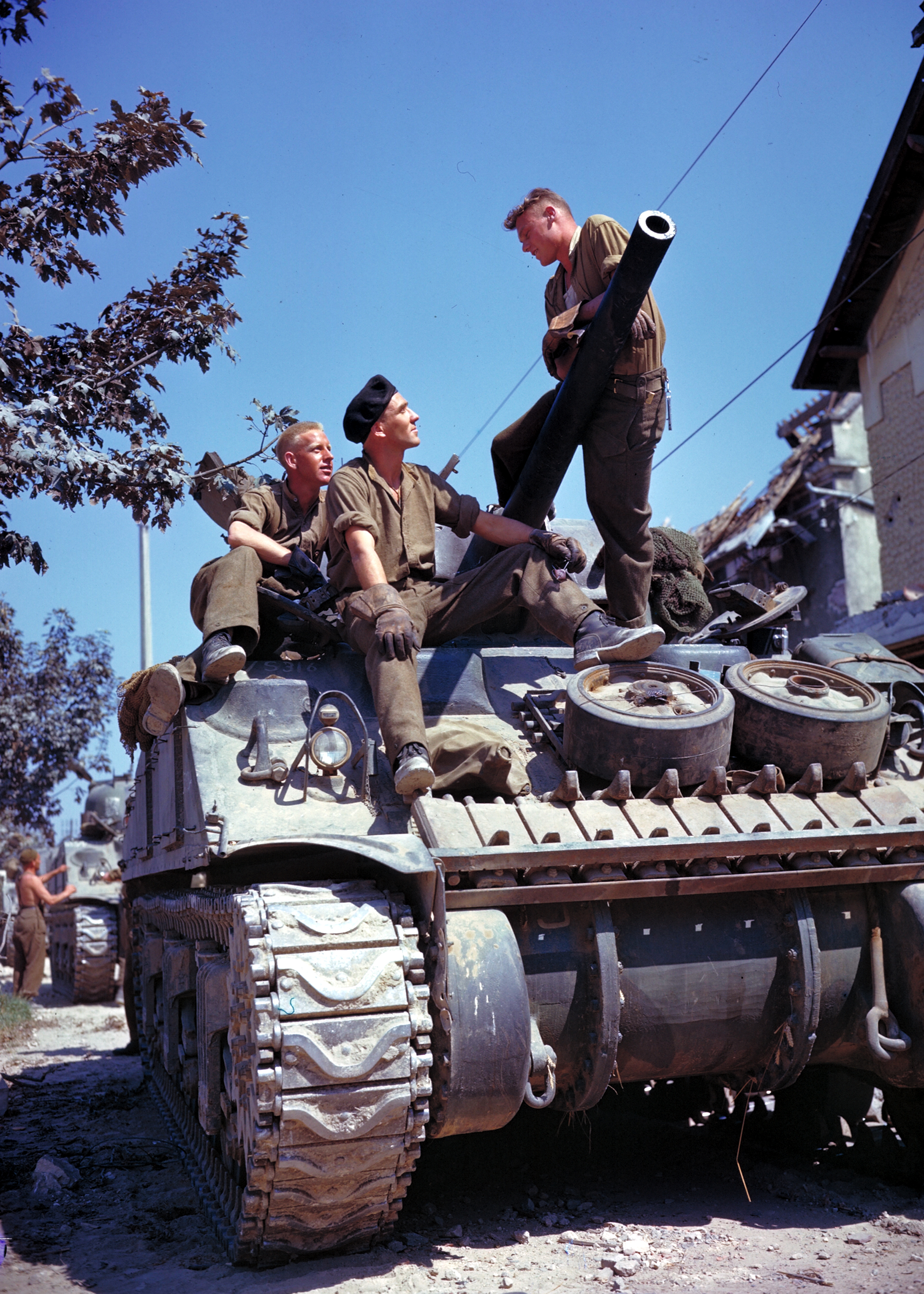
Kanadai katonák a normadiai partraszállás után

Függetlenségét hangsúlyozandó, Kanada egy héttel Nagy-Britannia után, 1939. szeptember 10-én üzent hadat a náci Németországnak. Az ország pótolhatatlan segítséget nyújtott a német tengeralattjáró-flotta és a Luftwaffe által szorongatott Angliának élelem-, nyersanyag- és muníciószállításaival, az Atlanti-óceán északnyugati részének járőrözésével; a háború későbbi szakaszában pedig kanadai katonák is küzdöttek Olaszországban, Franciaországban és Németországban. A gazdaságot sikeresen átállították háborús működésre, jelentősen nőtt az ipari és mezőgazdasági termelés, és a válság hatásait végleg sikerült hátrahagyni. A politikai életben Mackenzie King elutasította a háborús egységkormány gondolatát és 1940-ben rendben megtartották a választásokat, amely újból a liberálisok győzelmét hozta.
Jelentős súlyt fektettek az önálló Királyi Kanadai Légierő felfejlesztésére. 1939-ben elindult a Brit Nemzetközösség pilótaképző programja, amelyben Kanada is aktív szerepet vállalt. Japán Pearl Harbor-i támadása után a kanadai hatóságok amerikai példára 22 ezer japán származású állampolgárt zártak elkülönítő táborokba.
Kanadai csapatok vettek részt Hongkong sikertelen védelmében, a szintén sikertelen dieppe-i rajtaütésben, majd a sokkal eredményesebb olaszországi, normandiai partraszállásokban. 1944-ben a sorozás bevezetésével újabb politikai válság tört ki, bár messze nem volt olyan súlyos mint 1917-ben. A 11,5 millió kanadai polgárból 1,1 millió szolgált a hadseregben. A háború során az ország vesztesége 45 ezer halott és 55 ezer sebesült volt.

## A háború után
A kanadai gazdaság fellendült a második világháború után és a prosperitás a békekötés után is megmaradt. Jelentően fejlődött a szociális háló: bevezették az általános egészségbiztosítást, az öregségi és a veteránnyugdíjat. Az akkor még külön domíniumnak számító Új-Fundlandot különösen súlyosan érintette a gazdasági válság és 1934-ben feladták az önálló kormányzatot hogy brit koronagyarmattá váljanak. 1948-ban az angol kormány rendezni akarta a sziget sorsát és népszavazást írtak, ki melyben a lakosok a koronagyarmati, domíniumi (vagyis függetlenségi) státuszról vagy Kanadához csatlakozásról dönthettek. A szavazók többsége az utóbbira voksolt, így Új-Fundland 1949-ben különálló tartományként csatlakozott Kanadához.
Az ország külpolitikája a hidegháború során az Egyesült Államokét követte. Kanada alapító tagja volt a NATO-nak, 1950-ben pedig az ENSZ-csapatok részeként katonákat küldött a koreai háborúba. Hogy megerősítse a Jeges-tenger feletti jogait, a szövetségi kormány az 50-es években 7-8 inuit családot telepített Labradorról a északi kietlen Cornwallis-szigetre. Az áttelepítést később élesen kritizálta az Őslakos Népek Királyi Bizottsága.
Az 1956-os szuezi válság idején az ENSZ-békefenntartó expedíciót Lester B. Pearson kanadai külügyminiszter szervezte meg, aki Nobel-békedíjat is kapott a válság békés kezelésében játszott szerepéért. Az 50-es években Louis St. Laurent és John Diefenbaker miniszterelnökök elindították egy csúcstechnológiás sugárhajtású vadászgép, az Avro Arrow kifejlesztését, amit aztán 1959-ben, botrányos körülmények között leállítottak. 1958-ban Kanada és az Egyesült Államok létrehozta a közös Észak-Amerikai Légvédelmi Parancsnokságot (North American Aerospace Defense Command, NORAD).

## A modern Kanada

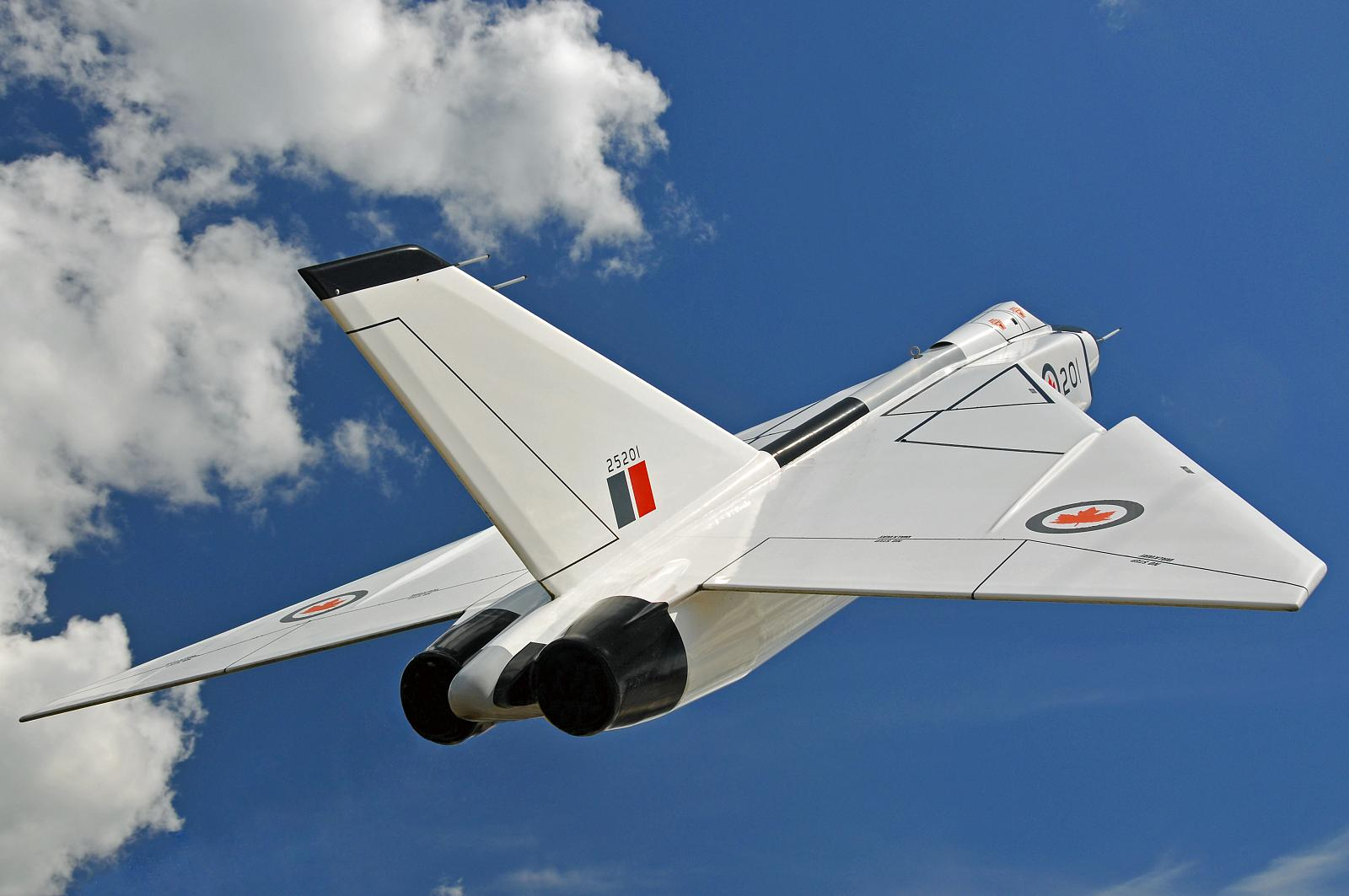
Az Avro Canada CF-105 Arrow

A 60-as években fokozatosan erősödött a francia nyelvűek quebeci függetlenségi mozgalma, amely az 1970-es októberi válság során emberrablásokhoz és a túszok meggyilkolásához vezetett. A mozgalom ezután veszített militáns jellegéből. 1980-ban a quebeciek népszavazáson utasították el a függetlenségi törekvéseket.
1965-ben bevezették az ország ma is használt juharleveles zászlaját. 1967-ben Montrealban világkiállítást rendeztek, amely egybeesett az önálló Kanada százéves évfordulójával. A 60-as években változtatták meg az addig elsősorban brit és más európai letelepedőket favorizáló bevándorlási törvényt, hogy egyenlő esélyeket adjon a világ bármely részéről érkezőknek. Az 50-es évekig az új bevándorlók főleg Angliából, Írországból és Olaszországból érkeztek; a 70-es évekre egyre több lett az indiai, kínai, vietnami, jamaicai és haiti származású új polgár.
Az 1982-es törvényi módosításokkal az angol és a kanadai parlament megszüntette azt a korábbi gyakorlatot, hogy a kanadai alkotmánymódosításokat a londoni parlamentnek is szentesítenie kell.
1985. június 23-án feltehetően szikh szélsőségesek az Atlanti-óceán fölött bombával felrobbantották az Air India 182-es járatát. 329-en vesztek oda, köztük 280 kanadai állampolgár. Ez volt a legnagyobb tömeggyilkosság Kanada történetében.

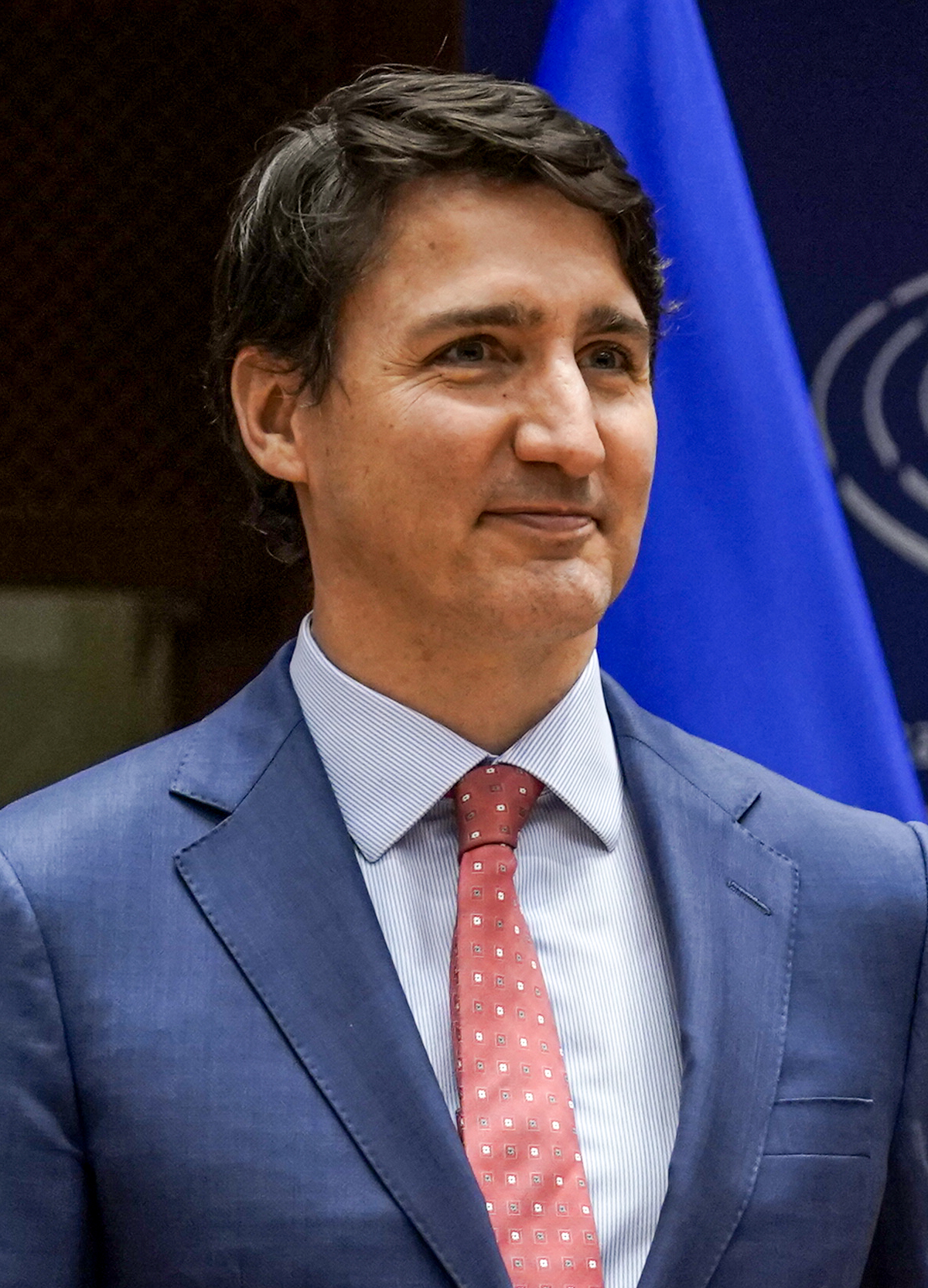
Justin Trudeau, 2015-től Kanada miniszterelnöke

Kanada és az Egyesült Államok több területen is együttműködési szerződéseket kötött. 1986-ban írták alá a savas esők elleni közös fellépés egyezményét, 1989-ben pedig életbe lépett a két ország közötti szabadkereskedelmi egyezmény. Az 1990-es iraki háborúban Kanada csatlakozott az USA-vezette nemzetközi koalícióhoz; elsősorban vadászgépeket és egészségügyi csapatokat küldött.
1993-ban megválasztották az ország első női miniszterelnökét, Kim Campbellt, aki azonban csak néhány hónapig maradt székében.
1995-ben Quebecben újabb függetlenségi népszavazást tartottak, amely 49,4%-kal bukott el. 1998-ban a Legfelsőbb Bíróság úgy döntött, hogy egy tartomány egyoldalú elszakadása alkotmányellenes és a parlament kidolgozta a tárgyalásos kiválás törvényes módját.
Kanada a nemzetközi koalíció részeként 2002-2011 között részt vett az afganisztáni háborúban. 2010-ben hajtották végre az addigi legnagyobb katonai beruházást, a kormány 9 milliárd kanadai dollárért 65 F-35 vadászgépet vásárolt.
2003-ban a Konzervatív Párt egyesítette a hasonló világnézetű kisebb pártokat és ezután sorra megnyerte a 2006-os, 2008-as és 2011-es választásokat, és az első két voksolás utáni kisebbségi kormányzás után 2011-ben elnyerték a választók többségének bizalmát.

## Fordítás
- Ez a szócikk részben vagy egészben  a   History of Canada című angol Wikipédia-szócikk ezen változatának fordításán alapul.  Az eredeti cikk szerkesztőit annak laptörténete sorolja fel. Ez a jelzés csupán a megfogalmazás eredetét és a szerzői jogokat jelzi, nem szolgál a cikkben szereplő információk forrásmegjelöléseként.